# The Old Bookkeeper
The Old Bookkeeper è un cortometraggio muto del 1912 diretto da D.W. Griffith.

## Trama
Cercando di contattare il proprio datore di lavoro, un vecchio contabile, che è stato licenziato, riesce a sventare una rapina in casa del suo capo.

## Produzione
Il film fu prodotto dalla Biograph Company.

## Distribuzione
Distribuito dalla General Film Company, il film - un cortometraggio di una bobina - uscì nelle sale cinematografiche statunitensi il 18 gennaio 1912.
Non si conoscono copie ancora esistenti della pellicola che viene considerata presumibilmente perduta.